# Isola Thompson (Sud Atlantico)

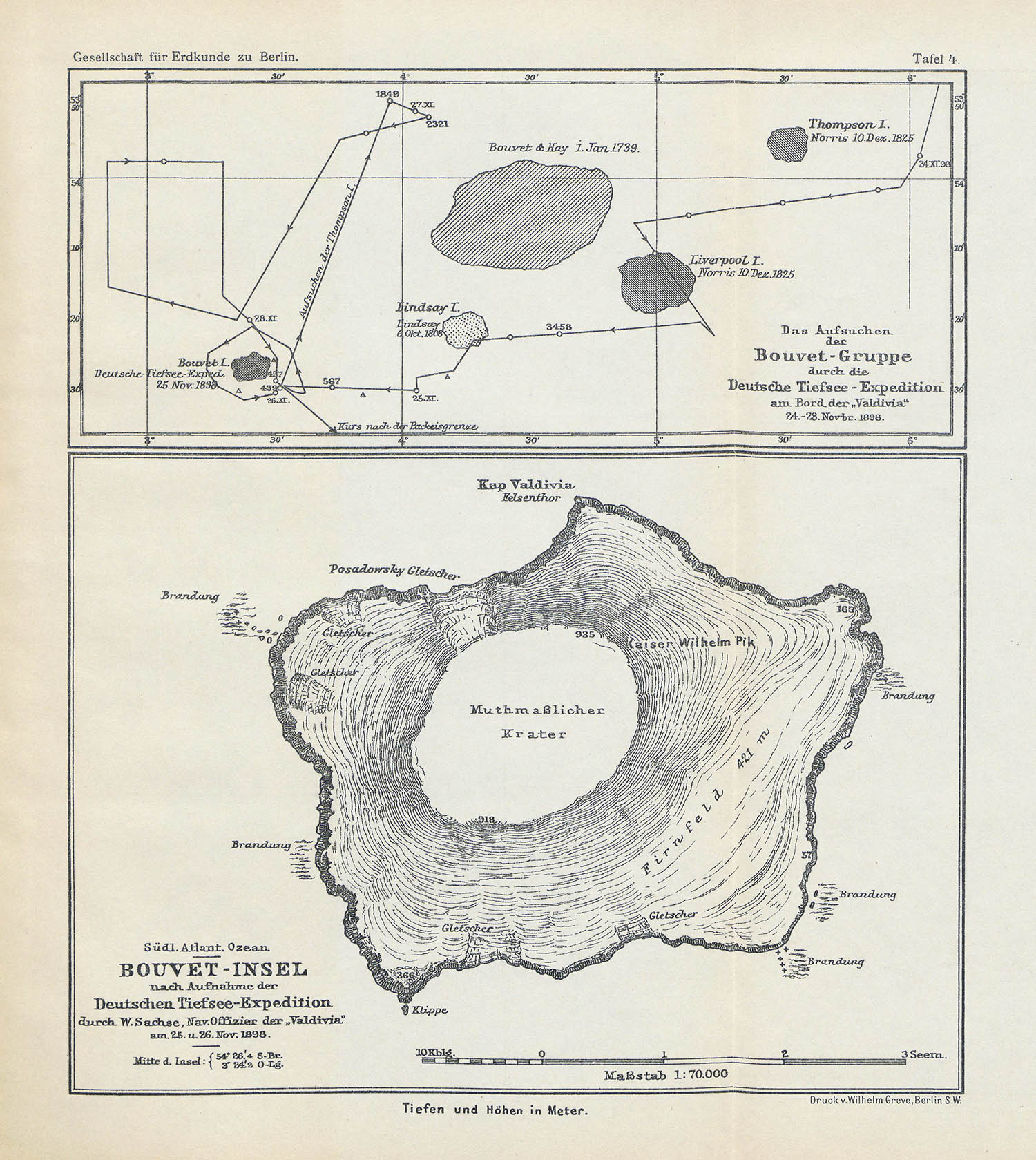
Carta tedesca del 1898 di Bouvet, con Thompson I.

L'isola di Thompson (in inglese Thompson Island) è una cosiddetta isola fantasma nell'Atlantico meridionale. Si dice che si trovasse circa 150 km a nord-est di Bouvet, un'isola appartenente politicamente alla Norvegia.

## Scoperta
Il 6 ottobre 1808 il capitano James Lindsay della Swan avvistò l'isola di Bouvet in posizione 54°22'S e 4°15'E. All'oscuro del fatto che essa era già stata scoperta da Bouvet de Loziers nel 1739, pensò si trattasse di un'isola sconosciuta, che in seguito fu chiamata «isola di Lindsay». L'isola di Bouvet venne nuovamente avvistata dal capitano George Norris della Sprightly il 10 dicembre 1825. Egli battezzò l'isola - effettivamente esistente - Liverpool Island, vi approdò il 16 dicembre e ne prese formalmente possesso per conto del re britannico Giorgio IV.

## L'isola di Thompson
Tra il 13 e il 16 dicembre 1825 Norris si diresse verso l'area a nord-est dell'isola di Lindsay (o di Liverpool) e scoprì una presunta seconda isola. Questa era piccola e pianeggiante e su di essa si abbattevano onde lunghe. Tre miglia a sud-est di questa seconda isola trovò tre isolotti rocciosi e altre tre miglia a sud di essi uno scoglio solitario. Norris chiamò l'isola a nord-est dell'isola di Lindsay/Liverpool Thompson Island e le tre isolette rocciose Chimneys («Camini») per via della loro forma. Norris annotò la posizione di tutte queste nuove scoperte su una mappa. Sfortunatamente, la posizione dell'isola di Thompson riportata su questa mappa non corrisponde a quella segnalata sul diario di bordo di Norris. Nel 1853 Lindsay Island, Bouvet or Liverpool Island, Thompson Island e The Chimneys apparvero su una carta nautica dell'Ammiragliato britannico. Nel 1893 il capitano statunitense Joseph J. Fuller (1839-1920) della Francis Allyn affermò di aver scoperto nuovamente l'isola di Thompson.
Tuttavia, quando la spedizione tedesca della Valdivia, nel novembre 1898, volle misurare con esattezza la posizione dell'isola, non riuscì a trovarla. Infine, in seguito alla ricognizione effettuata dalla Norwegian Antarctic Expedition (1928-1929), Ola Olstad e Nils Larsen dichiararono l'isola di Thompson «inesistente».
Secondo Hubert Lamb, l'isola potrebbe essere stata distrutta a seguito di un'eruzione vulcanica tra il 1893 e il 1898. Nella posizione indicata da Norris, tuttavia, il mare ha una profondità di 2400 m.
L'isola di Thompson fu quindi avvistata solo da Norris. Il presunto avvistamento di Fuller del 1893 - che descrisse inoltre l'isola di Bouvet parafrasando quasi letteralmente il diario di Norris - deve essere pertanto messo seriamente in discussione.
Oggi gli studiosi ritengono che l'isola di Thompson, i Chimneys e il singolo scoglio isolato fossero in realtà degli iceberg alla deriva, di colore scuro a causa di inclusioni rocciose. Nel 1825 il tratto di mare in questione era completamente sconosciuto, quindi non era del tutto impossibile credere che vi si trovasse un intero gruppo di isole. Inoltre, il fatto che la posizione segnalata sulla mappa non coincida con quella riportata sul diario di bordo di Norris si può spiegare con la difficoltà, all'epoca, di calcolare con esattezza la longitudine.